# Església de fusta d'Hedal
|  | No s'ha de confondre amb Església de fusta de Heddal. |

L'església de fusta d'Hedal és una stavkirke localitzada a Hedal, una petita vall al municipi de Sør-Aurdal, Noruega.
Històricament, la construcció de l'església ha estat datada en la segona meitat del segle xii. Recents recerques per dendrocronologia confirmen aquesta hipòtesi, doncs van demostrar que la fusta més antiga va ser tallada a l'hivern de 1161-1162.
L'església es troba bastant modificada. Les parts medievals de l'església consisteixen únicament en la part occidental de la nau. En un inici va ser una stavkirke de tipus A (anomenada impròpiament «de nau única»), amb un cor lleugerament menor a la nau i potser un absis. El mur occidental de la nau, així com algunes bigues de tisora i altres parts del sostre de la part occidental és tot el que ser conserva de la construcció primitiva.
La primera referència de l'església és una relació del nunci papal de 1397.
La transformació en una església de planta de creu es va realitzar probablement l'any 1699. L'antic cor va ser demolit i substituït amb un nou de construcció lafteverk. L'any 1738 va ser construïda la torre del creuer. L'encanyat del sostre va ser reemplaçat amb pissarra el 1902. Una restauració completa es va realitzar l'any 1902 sota la direcció de Carl Berner.